# Tarentola chazaliae
Tarentola chazaliae je druh gekona z rodu Tarentola. Pochází ze severozápadní Afriky, kde žije v písčitých a skalnatých pouštích a polopouštích Maroka, Mauritánie a Západní Sahary. Tento druh bývá často chován v teráriích.

## Další názvy
Geckonia chazaliae Mocquard, 1895